# Sieben Wunder (Jena)

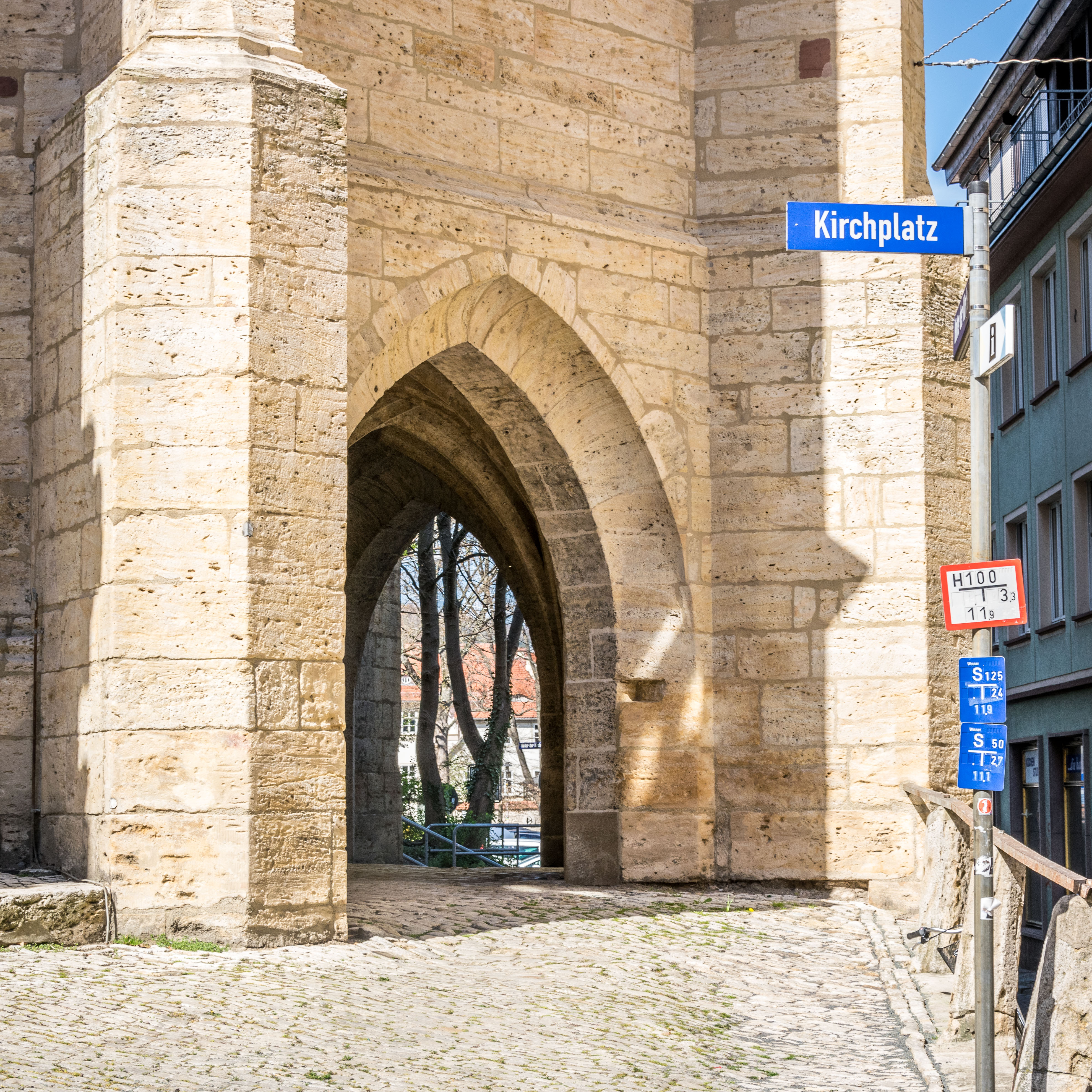
Die Durchfahrt unter dem Chor der Stadtkirche St. Michael.

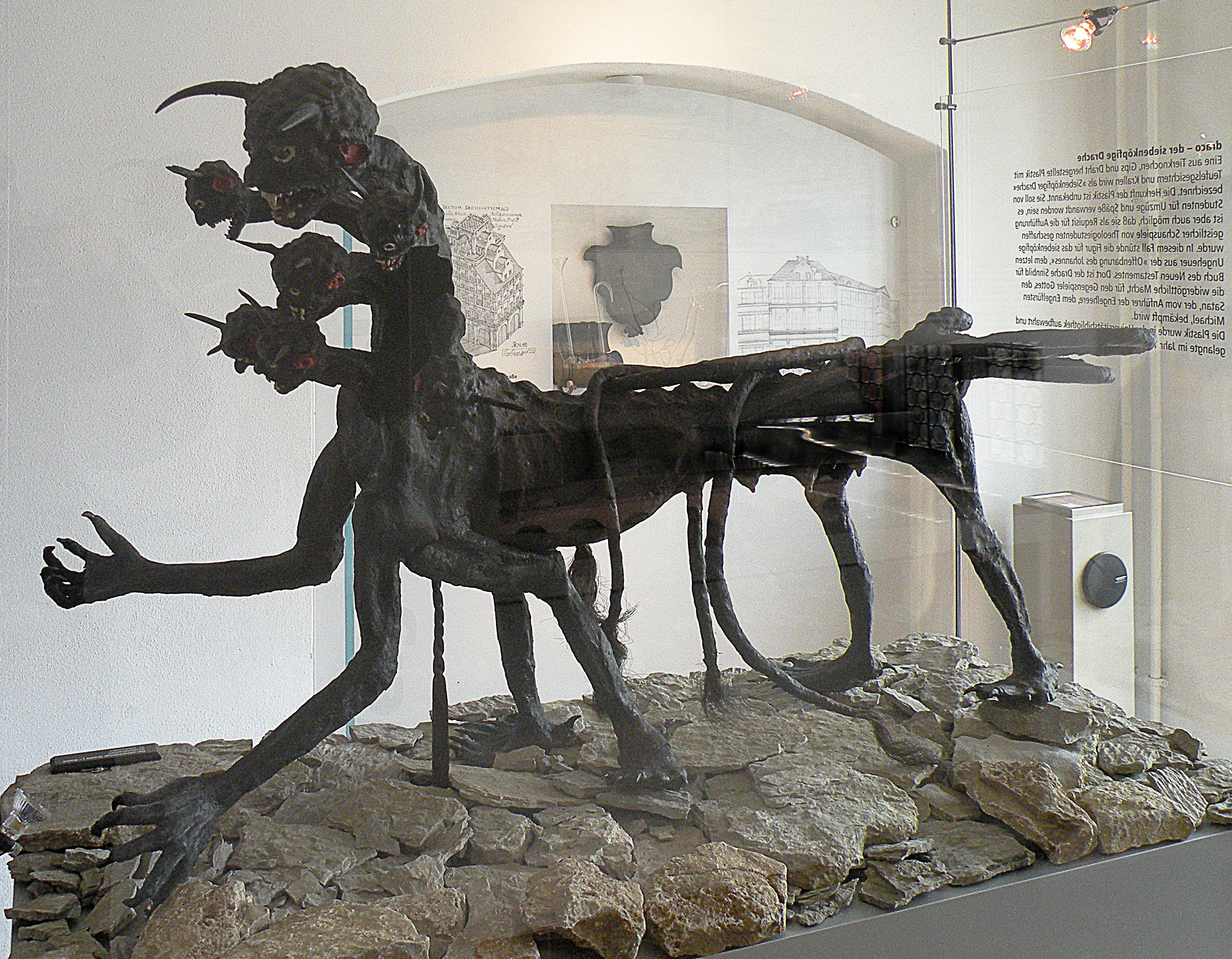
Draco, der siebenköpfige Drache

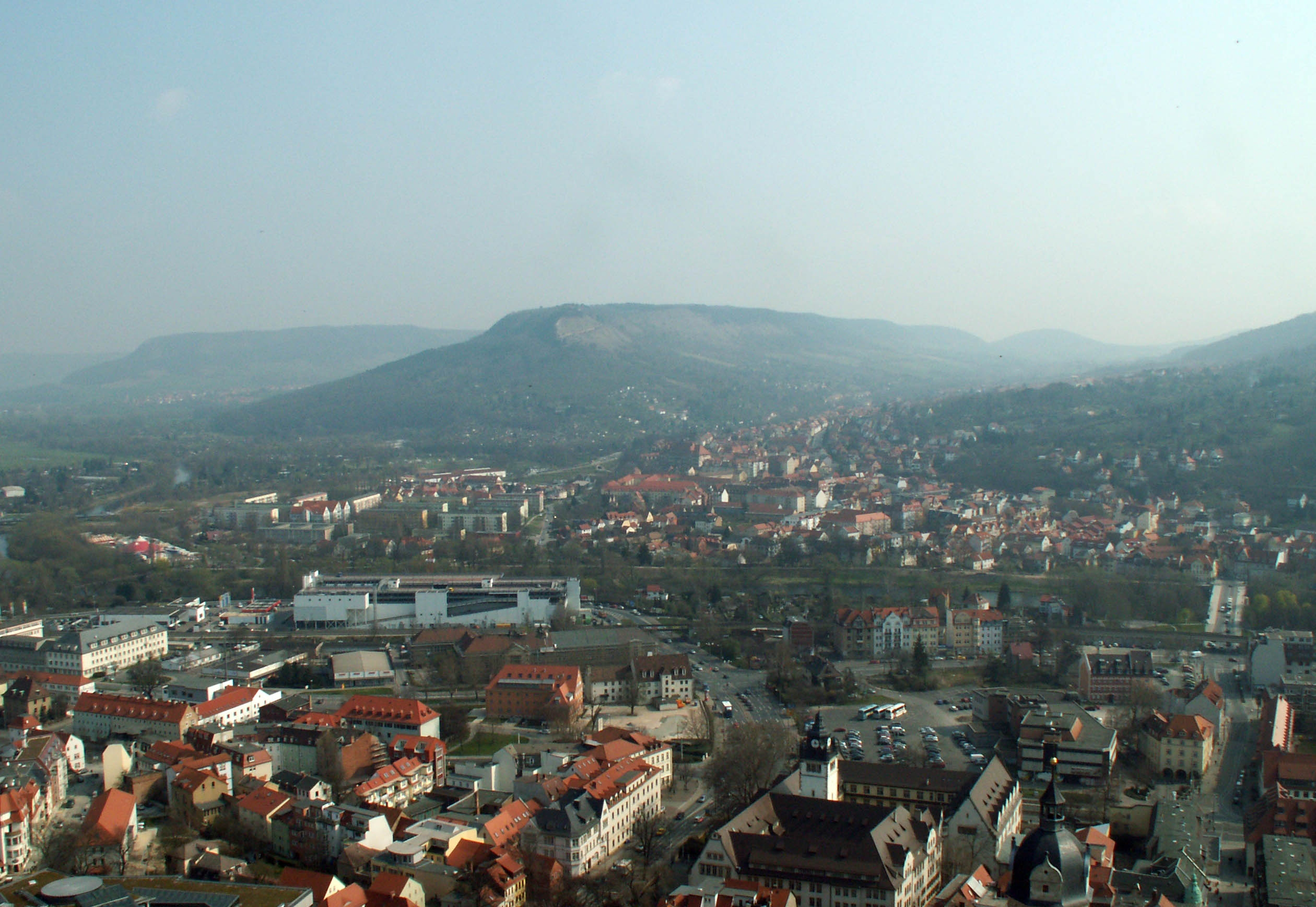
Der Berg Jenzig

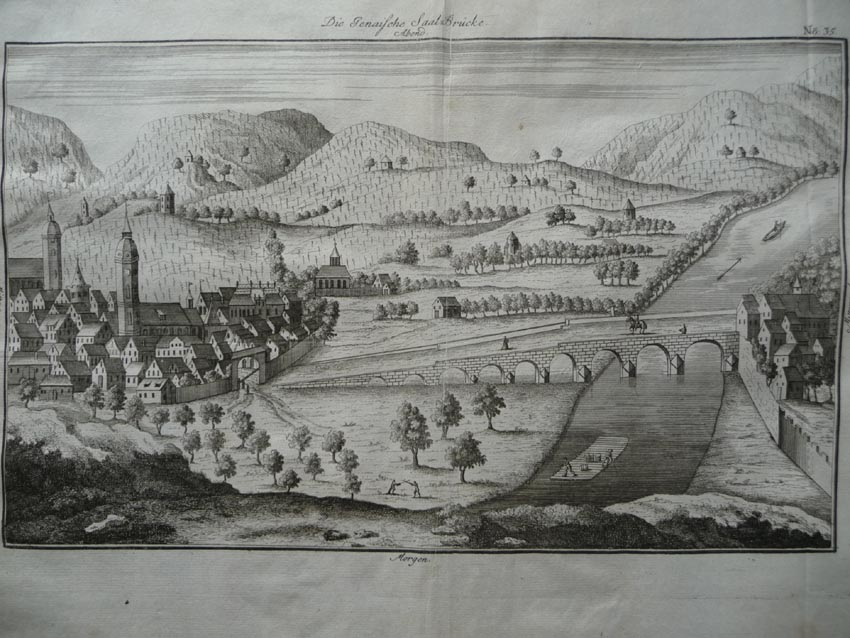
Camsdorfer Brücke im Jahr 1735

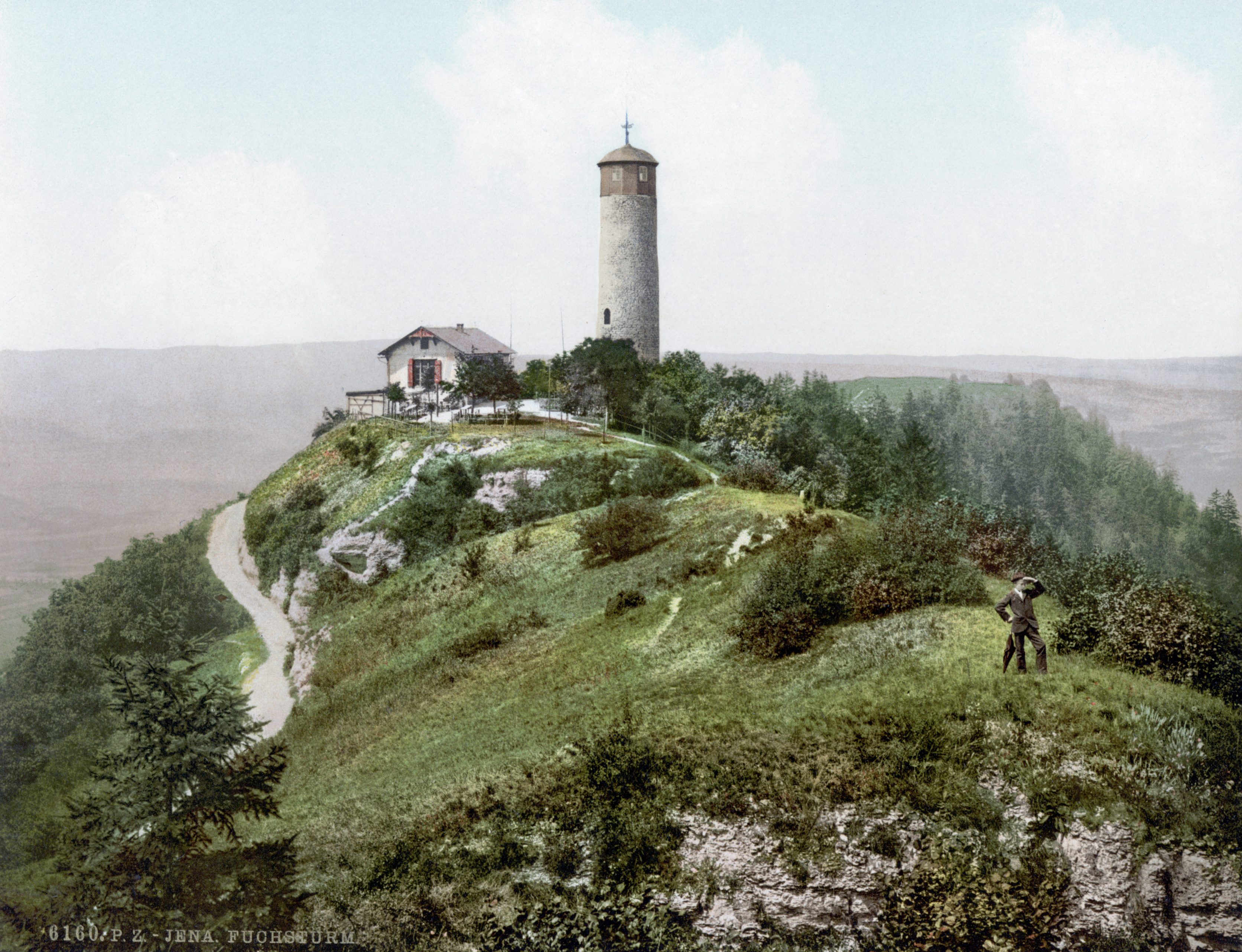
Der Fuchsturm um 1900

Als die Sieben Wunder von Jena (lateinisch septem miracula Jenae) werden sieben Sehenswürdigkeiten der thüringischen Universitätsstadt Jena bezeichnet.

## Geschichte
Im Jahr 1558 wurde die Alma Mater Jenensis, bald einer der berühmtesten Studienorte in Deutschland, gegründet. Die aus halb Europa stammenden Absolventen der Universität erhielten während ihres Aufenthaltes in der Stadt Kenntnis von insgesamt sieben Kuriositäten, die als Beleg für ihre tatsächliche Anwesenheit in Jena galten, vor der Öffentlichkeit aber geheim gehalten wurden. Zwei lateinische Hexameter aus dieser Zeit zählen die sieben Wunder auf. Sie lauten: „Ara, caput, draco, mons, pons, vulpecula turris, Weigeliana domus, septem miracula Jenae.“ Nicht Eingeweihte konnten den Sinn dieses Spruches nicht erraten. Mit diesem ungewöhnlichen Mittel schützte sich die Universität vor Hochstaplern und Betrügern, die dem Ruf der Universität hätten schaden können.
Die Sieben Memminger Wahrzeichen wurden ähnlich behandelt – dort ging es um den Nachweis, dass Gesellen tatsächlich in der Stadt in Bayerisch Schwaben waren.
Fünf der im Folgenden beschriebenen „sieben Wunder“ existieren noch heute.

### Ara– die Altarunterführung der Stadtkirche
Eines der sieben Wunder ist Ara, ein überwölbter Durchgang unter dem Altar der Stadtkirche, welcher damals die einzige Zufahrtsmöglichkeit zum 1301 hinter dieser Kirche gegründeten Zisterzienserkloster war. Die Durchfahrt hat eine Höhe von 3,5 Metern und eine Breite von 3 Metern. Dieses architektonische Kuriosum im Kirchenbau ist sehr selten.

### Caput– die Schnapphansfigur an der Rathausuhr
Der Schnapphans (Hans von Jena) am Rathaus schnappt zu jeder vollen Stunde nach einer goldenen Kugel an einem Stab, die ein Pilger hält, der links von der Uhr auf einem Sockel steht. Die Kugel stellt eine Art Reichsapfel dar, die als Insigne der Herrschaft über die Stadt angesehen wird. Eine Legende besagt, dass Jena unterginge, wenn er die Kugel schnappen kann. Rechts der Uhr befindet sich ein Engel, der eine Glocke in den Händen vor dem Körper hält. Diese Figur bewegt sich zum Viertelstundenschlag. Der Original-Schnapphans ist heute im Stadtmuseum zu sehen. Am Rathaus „schnappt“ heute eine Kopie. Vom Schnapphans ist am Rathaus nur der sehr hagere (hungrige) Kopf zu sehen. Caput ist das lateinische Wort für das Haupt, den Kopf.

### Draco– der siebenköpfige Drache
Eine Drachenstatue (lat. Draco, der Drache) mit sieben Köpfen, vier Beinen, zwei Armen und vier Schwänzen wurde Anfang des 17. Jahrhunderts wahrscheinlich als Spaß von Jenaer Studenten angefertigt, und zwar aus Tierknochen, Draht und Pappmaché; Draco ist heute im Stadtmuseum zu sehen.

### Mons– der Berg „Jenzig“
Der Berg (lat. Mons) meint den markantesten Berg Jenas, den Jenzig, einen 385 Meter hohen Muschelkalkberg mit einer markanten kahlen Stelle, der sogenannten Nase.

### Pons– die alte Camsdorfer Brücke
Die alte Camsdorfer Brücke (lat. Pons), eine Steinbogenbrücke, bestand mit ihren 9 Bögen seit etwa 1480 und musste 1912 einer neuen Brücke weichen. Auf ihr befand sich auch eine Kapelle, sie gehörte zu ihrer Bauzeit zu den größten Brücken Deutschlands. Die neugebaute Brücke wurde 1945 durch deutsche Truppen gesprengt, was eigentlich sinnlos war, da die Amerikaner die Saale an einer anderen Stelle schon überquert hatten. In der SBZ-Zeit (1946) wurde die Brücke mit Hilfe der sowjetischen Besatzer wieder aufgebaut und trug daher den Namen „Brücke der Deutsch-Sowjetischen Freundschaft“. Sie war das erste Bauwerk Jenas, das nach dem Krieg wiedererbaut wurde. Die neue Camsdorfer Brücke musste 2005 saniert werden. Es bestehen Pläne Jenaer Bürger, auch die kleine Kapelle auf der Brücke mit einem dem Wappen Jenas nachempfundenen Engel eines Münchner Künstlers auf dem Dach wieder erstehen zu lassen. Gerade von diesem markanten Kunstwerk existiert jedoch nur noch ein Foto.

### Vulpecula Turris– Der Fuchsturm
Der Fuchsturm (lat. Vulpecula Turris) ist ein alter Bergfried auf dem Hausberg, der zur Burg Kirchberg gehörte.

### Weigeliana Domus– das Weigelsche Haus

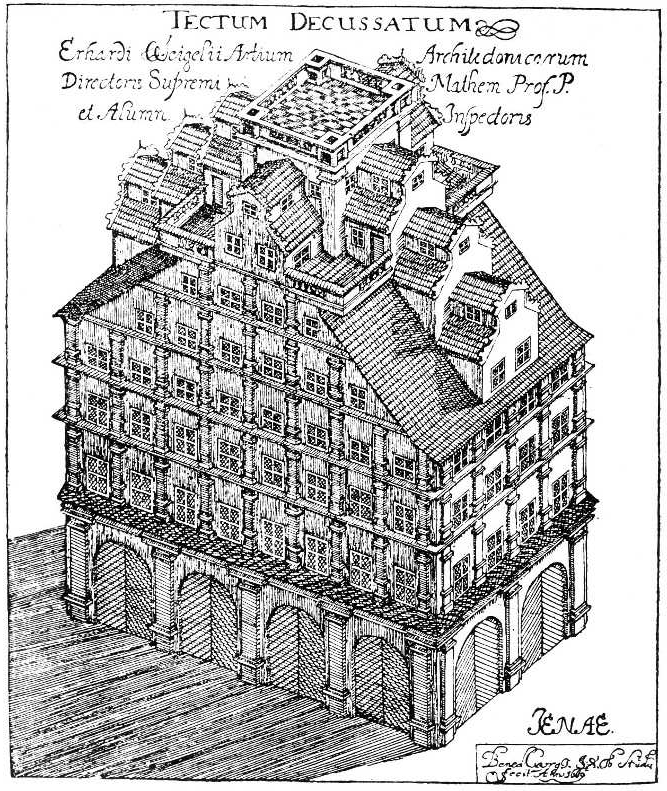
Das Weigelsche Haus in einer schematischen Darstellung von Benedictus Georgi (1669)

Das letzte Wunder Jenas war das 1898 zur Verbreiterung einer Straße abgerissene Weigelsche Haus (lat. Weigeliana Domus). Es stand bei der Stadtkirche und verdankte seinen Ruhm dem Mathematikprofessor Erhard Weigel aus dem 17. Jahrhundert. Er hatte viele technische Finessen einbauen lassen, unter anderem eine Weinleitung aus dem Keller, einen Aufzug mit Flaschenzugprinzip und lange Röhren durch das ganze Haus bis durch das Dach zur Sternbeobachtung auch am Tage.
Das „Weigelsche Haus“ war zur damaligen Zeit eine weit über die Stadtgrenzen hinaus bekannte Sehenswürdigkeit. Die Studenten pflegten den Spruch: „Wer das Weigel’sche Haus nicht sah, der war nicht in Jena.“

## Rezeption
Der Musikverlag CAPUT Studio & Audioservice sowie der Rollstuhlbasketballverein JENA CAPUTS sind nach dem Caput alias Schnapphans benannt.